# Walter De Cesaris
Walter De Cesaris (Velletri, 25 settembre 1953) è un politico italiano.

## Biografia
Di professione dipendente pubblico. È stato attivo sul tema del diritto alla casa e in particolare nei comitati contro gli sfratti nelle periferie di Roma.
Iscritto al Partito della Rifondazione Comunista, con cui viene eletto Deputato nella XIII Legislatura, compresa tra il 1996 e il 2001.
Nel congresso del PRC del 2005 appoggia la mozione L'alternativa di società promossa dal segretario nazionale Fausto Bertinotti; dopo tale congresso diviene Coordinatore della segreteria nazionale del PRC e in tale veste sarà uno dei più attivi esponenti del partito ai tavoli programmatici della coalizione L'Unione.
Nel congresso 2008 è invece il primo firmatario, assieme a Franco Russo, della mozione Disarmare Innovare Rifondare, che proponeva di celebrare un congresso non deliberativo ma di riflessione sulla sconfitta della sinistra e che, attraverso una gestione collegiale, evitasse spaccature e frazionismi: la mozione ha raccolto l'1,52% dei voti congressuali.
Il 5 aprile 2009 viene eletto segretario nazionale dell'Unione inquilini, una delle più rappresentative organizzazioni sindacali degli inquilini; ricopre l'incarico fino a inizio 2015.